# Alsó-Rába-völgy
Az Alsó-Rába-völgy vagy kifejezetten magyarországi kontextusban Rába-völgy a Vas–Soproni-síkság egyik kistája Vas vármegyében. A 326 km²-es területű vidék a Rába alsó, Magyarországra eső, Alsószölnöktől a Répcelaki-csatornáig húzódó, délnyugat–északkeleti irányú völgytalpa. A szentgotthárdi kiszögellésben északról a Felső-Őrség, délről a Vasi-Hegyhát határolja, a Körmend alatti, hosszabb szakaszán északnyugat felől a Rábai teraszos sík, délkeletről a Kemeneshát kíséri a Rába-völgy sávját. A völgy felső, ausztriai szakasza a Felső-Rába-völgy (Oberes Raabtal), Répcelakon túli hordalékkúplejtője pedig a Kapuvári-sík kistájak területére esik.

## Földtan és domborzat
A Rába völgyének árkos süllyedéke Magyarország egyik legnagyobb tektonikai törésvonala, az ausztroalpi és a pelsói szerkezeti egységeket elválasztó Rába-vonal fölött fut. A 3–6 km széles, eróziós folyóvölgy a pleisztocén középső szakasza és a holocén között eltelt időszakban vágódott bele a Kemeneshát hordalékkúpjába. Szerkezeti aszimmetria jellemzi: míg bal oldalát a Rábai teraszos síkba simuló, enyhe emelkedésű lankák jellemzik, a Kemeneshát felőli jobb oldalon szélesebb a völgytalp, amelyet meredeken alámosott, esetenként akár 20–40°-os partszegélyek határolnak.
A völgy lejtése jelentős, az Alsószölnöknél még 280 méteres tengerszint feletti magasság a kistáj északi pereméig 139 méterre esik; ezt kihasználandó három kisebb vízerőmű épült a Rába tárgyalt szakaszán. A 4–8 méter vastagságú üledékkel feltöltött völgytalpat az egykor meanderező Rába mintegy hetven holtága, morotvatava és vizenyős lápfoltok tarkítják, ezek összfelszíne eléri a 200 hektárt. A Rába ezen a szakaszon veszi fel mellékágai közül Szentgotthárdnál a nagy vízbőségű Lapincs, Vasvárnál pedig a Herpenyő-patak vizét, északi szakaszán pedig a Lánka-patak kíséri útját. Ennek eredményeként a Rába Szentgotthárdnál mért 22,8 m³/s-os középvízhozama Sárvárnál már 32,6 m³/s-ra nő.

## Éghajlat
A Rába-völgy délnyugatról északi irányban emelkedő, mérsékelten hűvös évi középhőmérséklet (9,2–10,0 °C) jellemzi. A csapadékmennyiség szintén mérsékelt (630–720 mm/év), de a nyugati völgyszakaszt mérsékelt nedvesség jellemzi 760 mm/év körüli csapadékmennyiséggel. A legtöbb egynapi csapadékot Gasztonynál mérték (85 mm). Az évi napsütötte órák száma 1820–1900 között mozog. Az uralkodó szélirány a völgytalp felső szakaszán nyugati, egyébként északi.

## Talaj és növényzet
A Rába-völgy Szentgotthárd és Sárvár közötti szakaszán a réti öntéstalaj az uralkodó, ez a talajtípus adja a kistáj felszínének 69%-át. Sárvár alatt már inkább a nyers öntéstalaj a jellemző (10%), míg a magasabb elhelyezkedésű völgyszegélyeket agyagbemosódásos barna erdőtalajok fedik (20%). Az országhatárhoz közel eső, magasabb területeken pszeudoglejes erdőtalajok (1%) is találhatóak. Természetes növénytakarója a folyó menti fűz-nyár ligetek, illetve a holtágak égeresei, s a jellemző ligeterdei és dealpin növényfajok. A víztől távolabb eső területeket a tölgy-kőris-szil ligetek jelenléte jellemzi. Egykori erdőterületei nagy részét napjainkra elveszítette, helyüket szántóföldek és legelők vették át (a természetes gyepek korábban nem voltak jellemzőek a Rába völgyére).
| Területhasznosítás | Terület     | Területarány |
| ------------------ | ----------- | ------------ |
| Lakott terület     | 1 664,3 ha  | 5,1%         |
| Szántó             | 17 651,7 ha | 54,2%        |
| Kert               | 241,1 ha    | 0,7%         |
| Szőlő              | 63,2 ha     | 0,2%         |
| Rét, legelő        | 3 990,4 ha  | 12,2%        |
| Erdő               | 7 651,3 ha  | 23,5%        |
| Vízfelszín         | 1 326,6 ha  | 4,1%         |

## Népesség
A Rába Körmend alatti szakaszán, a folyó bal partja közelében fekvő települések nagy részét már a Rábai teraszos síkhoz sorolja a földrajztudomány, így a keskeny völgy voltaképpeni népessége alacsony. A Rába-völgy lakossága 17 999 fő (2001), népsűrűsége az országos átlag felétől is elmarad (55 fő/km²). A népesség és a településhálózat eloszlása egyenetlen, a Körmend feletti völgyszakaszban koncentrálódik a kistáj népességének 90%-a. A 9000 lakosú, városi jogállású Szentgotthárd, valamint a 2000-es népességszámot megközelítő Csákánydoroszló mellett három kisfalu (Csörötnek, Magyarlak, Rábagyarmat) és hat aprófalu (Alsószölnök, Gasztony, Halogy, Magyarnádalja, Rátót, Szakonyfalu) található itt. A Körmend alatti, mintegy 60 kilométeres középső és északi völgyszakaszra négy település jut (Csönge, Kám, Molnaszecsőd, Ostffyasszonyfa), népességük 400–800 fő közötti.
A 2001. évi népszámlálás szerint a lakosság 81,6%-a római katolikus, 5,0%-a evangélikus, 4,0%-a református. A magyar népesség aránya 94%-os, ezenkívül csupán a szlovének (3,8%; Szentgotthárd, Alsószölnök, Szakonyfalu) és a cigányok (1,0%; Csönge, Csörötnek) részaránya számottevő.